# Volkswacht (Freiburg im Breisgau)
Die Volkswacht, die den Untertitel Tageszeitung für das werktätige Volk Oberbadens trug, war eine sozialdemokratische Zeitung, die von 1911 bis 1933 in Freiburg im Breisgau herausgegeben wurde.
Als die Volkswacht am 1. Juli 1911 zum ersten Mal erschien, reagierte die katholische Kirche in Südbaden prompt und die Zeitung wurde mit einem bereits am darauffolgenden Tag, dem 2. Juli 1911, verlesenen Hirtenbrief von der katholischen Geistlichkeit geächtet.
1920 war die Freiburger Volkswacht die deutsche Tageszeitung, die in ihren Ausgaben vom 22. und 23. März auf das ausführlichste über den Prozess vor dem Kriegsgericht in Freiburg gegen den Unteroffizier Digele, der am 2. Mai 1919 in München Gustav Landauer getötet hatte, berichtete.
Am 17. März 1933 wurde die Volkswacht verboten. Vorwand dafür war, dass der sozialdemokratische Landtagsabgeordnete Christian Nußbaum aufgrund vorausgegangener Drohungen in Panik geriet, als eine Gruppe von Polizisten zwischen 4 und 5 Uhr morgens in seine Freiburger Wohnung eingedrungen war und die Schlafzimmertür aufbrach. Er schoss mehrmals und zwei Polizisten wurden tödlich getroffen. Daraufhin wurde das Verlagsgebäude der Volkswacht in Freiburg von Angehörigen von NSDAP, SA, SS und Stahlhelm gestürmt, die 16.000 frisch gedruckte Zeitungsexemplare auf die Straße warfen und versuchten, diese anzuzünden. Der Verlag wurde geplündert und verwüstet. Damit verlor auch die Journalistin und spätere Emigrantin Käthe Vordtriede ihre Anstellung. 2003 wurde ihre Arbeit und Engagement mit dem Käthe-Vordtriede-Weg im Stadtteil Rieselfeld gewürdigt.